# Sonnenfinsternis vom 30. September 610 v. Chr.
Die Sonnenfinsternis vom 30. September 610 v. Chr. (23. Septembergreg. 610 v. Chr.) erlangte besondere historische Bedeutung, da sich der Inhalt der demotischen Aufzeichnung (Papyrus Berlin 13588) auf die Herrschaftszeit von Pharao Psammetich I. bezieht. Gegenwärtig befindet sich der Papyrus im Ägyptischen Museum zu Berlin.

## Verlauf der Sonnenfinsternis in Ägypten
Bei dem erwähnten astronomischen Ereignis handelte es sich um eine totale Sonnenfinsternis, die in Ägypten jedoch nur als partielle Sonnenfinsternis zu beobachten war.
Unter Berücksichtigung des „ΔT“ war die Sonnenfinsternis im ägyptischen Memphis am 23. September 610 v. Chr. ab etwa 8:45 Uhr Ortszeit zu beobachten; die maximale Verfinsterung von 83 % wurde gegen 10:00 Uhr Ortszeit erreicht. Die Sonnenfinsternis endete in Memphis gegen 11:05 Uhr Ortszeit. Der ägyptische Schreiber berichtete im Zusammenhang von Psammetich I.:
In Daphne, meiner Heimatstadt, hörte ich, dass der Himmel die Sonnenscheibe verschlungen hat.
Der Erzähler fährt fort und erklärt, dass er den Bericht über die Sonnenfinsternis von anderen Personen erfahren habe. Der Zeitpunkt der Sonnenfinsternis ist außerdem in der altägyptischen Geschichte hinsichtlich ihres Termins einzigartig, da sie mit dem Beginn der Feierlichkeiten des Amun-Re-Festes zusammenfiel.